# Tweekleurige glansspreeuw
De tweekleurige glansspreeuw (Lamprotornis bicolor) is een vogelsoort uit de familie Sturnidae.

## Verspreiding en leefgebied
Deze soort komt voor in Zuid-Afrika, Lesotho en Swaziland.
1. ↑  (en) Tweekleurige glansspreeuw op de IUCN Red List of Threatened Species.